# Aura (Magnus Lindberg)
Aura (In memoriam Witold Lutosławski) es una composición para orquesta del compositor finlandés Magnus Lindberg. La pieza fue encargada por Suntory para el programa Suntory International de composición musical de 1994. Su estreno mundial se dio el 11 de junio de 1994 en Tokio por la Orquesta Sinfónica de Tokio bajo la dirección de Kazufumi Yamashita. La pieza está dedicada a la memoria del compositor polaco Witold Lutosławski, quien murió a la mitad de su composición.

## Composición

### Contexto
Aura tiene una duración de aproximadamente 40 minutos y posee cuatro movimientos que se interpretan sin pausa. Lindberg describió la pieza en las notas del programa de la partitura: "Aura es, en muchos sentidos, la síntesis de los diferentes enfoques que he tenido de la orquesta en mis trabajos anteriores. Evidentemente cuando se trabaja en una obra a gran escala uno se preocupa más por los problemas formales. La gran forma arquitectónica y el equilibrio entre el material y la forma se vuelven mucho más importantes de controlar."
Lindberg atribuyó gran parte de la forma de la música al compositor polaco Witold Lutosławski, escribiendo: "Uno de los compositores de nuestro siglo que ha renovado la relación entre forma y contenido es Witold Lutoslawski. Su idea de una forma de dos partes con una presentación de un material y sus cualidades sin ninguna tendencia direccional en el primer movimiento, continuada por un segundo movimiento donde el material crece hasta convertirse en una entidad, es un enfoque genuino y claro de la forma actual". Lutosławski murió en febrero de 1994 durante el proceso de composición, lo que llevó a Lindberg a dedicar la pieza en su memoria. Escribió: "Quería contribuir de alguna manera a su memoria y sentí que lo mínimo que podía hacer era dedicar Aura a la memoria de este gran compositor."
Con respecto a la designación de la obra, Lindberg comentó: "Creo que la forma general de Aura haría apropiado llamar a la pieza una sinfonía. Todavía no es una sinfonía. La pieza podría llamarse más fácilmente un concierto para orquesta, pero tampoco lo es. Los instrumentos y los grupos instrumentales a menudo se tratan de una manera muy virtuosa, pero esto es más el resultado de un cierto tratamiento del material que de un enfoque instrumental."

### Instrumentación
La obra está escrita para una gran orquesta que consta de dos flautas, flautín, dos oboes, corno inglés, tres clarinetes (3.º clarinete en mi bemol), clarinete bajo, dos fagotes, contrafagot, cuatro trompetas, tres trompetas (3.º trompeta bajo), tres trombones, tuba, timbales, tres percusionistas, arpa, piano (celesta) y cuerdas.

## Recepción
Aura fue anunciada por la crítica musical como una de las mejores composiciones de Lindberg. John Allison de The Daily Telegraph la llamó una "obra maestra". Al revisar una interpretación de 2002 de la Orquesta Philharmonia, Andrew Clements de The Guardian la describió como "posiblemente el mejor trabajo de Lindberg" y escribió: " Aura es una experiencia bastante asombrosa en disco, pero escuchada en vivo en una interpretación tan vívida como esta, el pura detalle y el virtuosismo de la invención de Lindberg y la lógica infalible de su esquema armónico son abrumadores. Se convierte en uno de los viajes más emocionantes que la música contemporánea tiene para ofrecer". Calum MacDonald de BBC Music Magazine observó de manera similar: "La capacidad de Lindberg para impartir una dirección armónica decidida a la invención de texturas complejas es una de sus fortalezas compositivas más impresionantes; en ninguna parte se muestra esta cualidad de manera más magistral que en Aura, con sus fuertes y sorprendentes gestos cadenciales que emergen de nubes agitadas de heterofonía constelada."  La revista Gramophone escribió:

Interpretada para unos 37 minutos, Aura se divide en cuatro secciones continuas (...), definidas tanto por la variedad de incidentes como por el contraste de personajes. Una larga recopilación de ideas destacadas y un enfoque en ellas conduce a una fase poderosamente sostenida de imágenes monumentales y grandeza digna de Bruckner, antes de que un 'scherzo' de gran energía acumulada se desborde en un 'finale' que reúne los elementos en conflicto en una peroración de Inevitabilidad sibeliana. Decididamente, pero no intrínsecamente, sinfónicas, las ideas de Lindberg no están tan claramente definidas, ni evolucionan tan orgánicamente, como para formar un discurso genuinamente sinfónico.